# Enrique de Beaumont, I conde de Warwick
Enrique de Beaumont también Henry de Neubourg (Newberg, c. 1045-20 de junio de 1119), fue un noble caballero anglonormando, señor de Neuborg y primer conde de Warwick. Hijo menor de Roger de Beaumont y Adelina de Meulan († 8 de abril de 1081). Aunque heredó la modesta propiedad de Neubourg, en el centro de Normandía, recibió un gran reconocimiento en Inglaterra cuando, por su ayuda en la represión de la rebelión de 1088, Guillermo II de Inglaterra lo nombró conde de Warwick como recompensa. Su nombre figura en la lista de caballeros que acompañaron a Guillermo el Conquistador, pero no parece haber estado presente en la batalla de Hastings. Pasó la mayor parte de su vida en Normandía; su nombre no aparece en el Libro Domesday. 
Enrique de Beaumont recibió numerosos honores; en 1068 fue nombrado condestable del castillo de Warwick, y poco después el rey Guillermo I se lo entregó junto con el municipio y el feudo. Ordericus Vitalis cita que «se ganó este honor por su valor y lealtad»; y Wace lo describe como «un hombre valiente». En 1079 el rey Guillermo I le nombró consejero del reino y en 12 de abril de 1080 Barón del Tesoro en Normandía. Participó decisivamente en la reconciliación del Conquistador con su hijo mayor, Roberto Curthose, en 1081, y gozó de gran reconocimiento. Fue compañero y amigo de Enrique I de Inglaterra, y cuando en 1100 se produjo una división entre los barones que se habían reunido para elegir al sucesor de Guillermo II, fue gracias a su consejo que Enrique fue elegido rey. Al año siguiente (1101), más barones, abierta o secretamente, lo desdeñaron y apoyaron el intento del duque Roberto de obtener la corona de Inglaterra, Enrique de Beaumont y su hermano mayor Roberto de Beaumont estuvieron entre los pocos que permanecieron fieles al rey Enrique. Enrique de Beaumont era un hombre de carácter tranquilo y retraído, eclipsado por su hermano, Roberto de Beaumont, primer conde de Leicester, considerado uno de los hombres más brillantes de Inglaterra.
Murió el 20 de junio de 1119 y fue enterrado en la abadía de Preaux.

## Gales
En 1099 luchó contra los galeses y construyó un castillo en Abertawy, cerca de Swansea, que fue atacado sin éxito por los galeses en 1113. También conquistó la península de Gower, al sur de Glamorganshire. Construyó otros castillos en Penrhys, Llanrhidian y Swansea en 1120, junto con otros en Oystermouth y Aberllychor. En algún momento entre 1106 y 1116 se le concedió el señorío de Gower en Gales.

## Herencia
Se casó con Margarita de Perche, una hija de Geoffroy II du Perche. Fruto de esa relación nacieron varios hijos:
- Roger II de Warwick (c. 1102–1153), sucesor de Enrique;[6]
- Roberto de Neubourg (m. 1159), señor de Annebecq;[6]
- Enrique II de Beaumont (du Neubourg) (c. 1093-1166). También Enrique de Gower, quien reconquistó las propiedades de su familia en Gales hacia 1136;[7]
- Rotrou de Ruán, obispo de Evreux y arzobispo de Ruán (c. 1103-27 de noviembre de 1183);
- Geoffrey de Neubourg;